# Suzanne Pinault
Suzanne Pinault (née le 25 mars 1898 à Villegouin en Indre, en France, morte le 8 janvier 1974 à Paris) est une artiste textile et une enseignante en arts française.

## Biographie
Suzanne Pinault naît le 25 mars 1898 à Villegouin en Indre, en France. Son talent pour le dessin lui vaut d'être envoyée à Paris à 17 ans pour y mener ses études. En 1924, elle                     obtient son certificat d'aptitude à l'enseignement de la composition décorative dans les écoles nationales des Beaux-Arts et les écoles nationales d'art décoratifs. Elle devient alors professeure de dessin appliqué à la broderie à l’école d’arts appliqués pour jeunes filles à Paris (devenue par la suite l'école Duperré). Elle y enseigne le dessin, puis la dentelle et le tricot, pendant plus d'une trentaine d'années, jusqu'en 1957. Elle est remarquée pour ses créations, en particulier en matière dentelle et de tricot. En parallèle, elle travaille longuement à promouvoir les métiers d'art et le développement des activités féminines dans l'industrie textile. Afin de faire progresser l'enseignement technique féminin, elle publie des articles dans les revues de référence comme Technique Art Science ou L’éducation professionnelle. Elle se passionne pour les coiffes traditionnelles.
Suzanne Pinault part à plusieurs reprises au Maroc et en Algérie pour des missions d'enseignement technique auprès des jeunes filles. En 1930, une bourse du Comité du centenaire de la conquête de l’Algérie lui permet de découvrir ce pays, notamment la Kabylie. Dès lors, elle s'intéresse à l'artisanat d'art musulman du Maghreb, qu'elle commence à collectionner et dont elle s'inspire pour ses créations,.
En 1937, Suzanne Pinault prend part en tant qu'experte à la préparation de l’exposition internationale des arts et techniques programmée à Paris. Elle y conçoit un « centre régional » afin de mettre en valeur auprès du grand public l'artisanat français. Dans ce cadre, le comité Berry-Nivernais lui passe commande d'un service de nappes et de serviettes de table. C'est aussi à ce moment qu'elle commence à travailler dans un cadre plus ethnographique : le conservateur du musée Galliera ainsi que Pierre-Louis Duchartre, inspecteur des musées de France et spécialiste de l’imagerie populaire, confient à Suzanne Pinault la mission de faire un état des lieux des traditions dentellières en France. En 1938, le muséologue Georges Henri Rivière confie à Pinault une enquête sur l'artisanat du tricot en Savoie. Rivière a fondé peu de temps auparavant à Paris le Musée national des Arts et Traditions populaires. Suzanne Pinault attire alors son attention sur les traditions vivaces, d'arts, d'artisanat mais aussi de folklore qui fournissent un bon sujet d'étude dans la région. Rivière dépêche alors sur place une équipe de recherche composée d'Ariane de Félice, Marcel-Dubois et Pichonnet-Andral. De 1943 à 1950, cette équipe est hébergée dans la résidence de Suzanne Pinault, La Roseraie, à Montcocu dans la commune de Baraize, où est menée à bien une enquête ethnographique portant notamment sur les contes du Berry, auprès de la conteuse berrichonne Euphrasie Pichon. 
En 1957, Suzanne Pinault quitte l'école Duperré et part pour la Tunisie où elle devient inspectrice des travaux féminins à Tunis auprès du gouvernement de Habib Bourguiba ; son rôle consiste alors à coordonner le travail des centres de formation artisanaux. En 1959, elle devient professeure à l’École des beaux-arts d’Alger où elle reste jusqu'à la fin de sa carrière. Elle rentre en France après sa retraite et, après des problèmes de santé, quitte sa résidence de La Roseraie pour s'installer plus au sud, à Hyères, où elle reste jusqu'à sa mort. 
Suzanne Pinault meurt le 8 janvier 1974 à Paris. Elle est enterrée au cimetière d’Éguzon.

## Œuvres

### Publication
- 1935 : La Sténographie du tricot, préface de Pascale Suisset, Malakoff, Brugière[5].

### Œuvres textiles
De nombreuses créations de Suzanne Pinault sont conservées au Musée de la chemiserie et de l'élégance masculine à Argenton-sur-Creuse.
Un cyanotype d'une de ses dentelles exposée lors de l'Exposition internationale de 1937 à Paris est conservé au musée d'Orsay à Paris.
Suzanne Pinault a fait don de ses collections de textiles et de bijoux en 1966 et 1967 au Musée municipal de Hyères. Ce don donne lieu à une exposition Les trésors de Mademoiselle Pinault en 1972.

## Postérité
Une exposition et un ouvrage Suzanne Pinault, passion textile sont consacrés à Suzanne Pinault et à ses œuvres au Musée de la chemiserie et de l'élégance masculine à Argenton-sur-Creuse en 2010.